# Не слышу зла
«Не слышу зла» (англ. Hear No Evil) — детективный художественный фильм.

## Сюжет
Джиллиан, будучи глухой, становится, сама того не подозревая, обладательницей редкой монеты, украденной перед этим из музея и спрятанной где-то в её квартире. Об этом узнаёт продажный и жестокий полицейский, приложивший много усилий для получения этой монеты и не желающий потерять её. Вместе со своими людьми он согласен на любые меры для достижения своей цели, даже если на пути станет невинная жертва вроде Джиллиан.

## В ролях
- Мэрли Мэтлин — Джиллиан
- Мартин Шин — лейтенант Брок
- Джон Макгинли — Микки